# Neonazisme

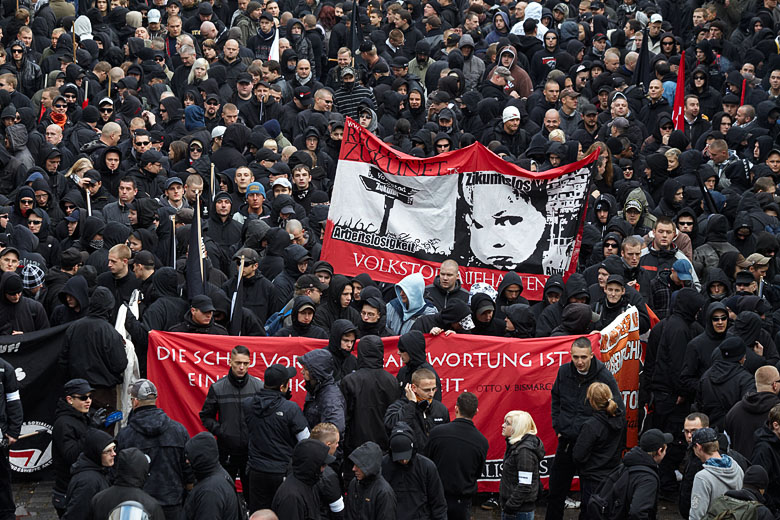
Manifestació neonazi a Leipzig l'octubre del 2009.

El neonazisme és un nom genèric que es fa servir per referir-se al seguit de moviments polítics d'extrema dreta posteriors a la Segona Guerra Mundial, que tenen com a objectiu reactivar els principis del nacionalsocialisme. Aquest conjunt de grups vol inspirar-se en el pensament dels antics dirigents nazis alemanys i agrupa diverses organitzacions feixistes que es beneficien de la llibertat d'expressió i llibertat de premsa d'algunes democràcies occidentals per difondre els seus ideals.
Malgrat que en alguns països la jurisdicció en permet l'existència, en molts països, entre ells l'Alemanya actual, hi ha lleis estrictes en contra del nazisme, l'apologia del qual és considerada un delicte, així com en contra d'una de les seves posicions ideològiques comunes, el negacionisme de l'Holocaust. Un bon nombre d'aquests grups, però, rebutgen ser catalogats com a nacionalsocialistes i decideixen fer servir d'altres noms, bé per evitar problemes legals o bé per aconseguir cert grau de reconeixement.
Entre els seus activistes més prominents es troben Colin Jordan, George Lincoln Rockwell, Savitri Devi, Francis Parker Yockey, David Duke, William Pierce, Eddy Morrison i David Myatt.
A la ciutat de Barcelona el seu nucli és la Llibreria Europa, al districte de Gràcia, i que fins al 1993 va ser també la seu del difunt grup neonazi CEDADE (Cercle Espanyol d'Amics d'Europa).

## Història
Els arrels històrics del neonazisme es troben en les diverses disposicions dutes a terme abans la derrota definitiva del III Reich per tal d'amagar una important quantitat de diners amb la qual protegir els jerarques nazis, els quals tindrien, també, l'oportunitat de reorganitzar el moviment. Derrotada Alemanya, la tasca de l'evacuació dels jerarques nazis es va canalitzar a través de les anomenades Ratlines i organitzacions secretes com ODESSA i Die Spinne (L'aranya, en alemany).
Es va assenyalar que el cervell i principal animador del neonazisme a nivell internacional va ser l'ex oficial de les SS i ex dirigent de les Joventuts Hitlerianes Karl Heinz Priester. Si més no, des de la dècada de 1950 es constataren intents d'internacionalitzar els diversos grups neonazis, com ara la malmesa reunió de Wiesbaden, organitzada per Priester, en la qual s'intentà que gairebé 800 organitzacions dels cinc continents, asseguessin les bases d'una organització a escala planetària.
En morir Priester, els seus arxius personals van ser confiscats per les autoritats alemanyes, i es va comprovar que distintes organitzacions venien treballant des de feia temps amb l'objectiu d'una "internacional marró racista i antisemita". Fruit d'aquestes iniciatives van ser les organitzacions com ara el Moviment Social Europeu (anomenat també la Internacional de Malmö, fundant pel mateix Priester amb el francès Maurice Bardèches, l'anglès Mosley, l'italià Marsanich i el suec Per Engdhal, i un dels primers intents d'internacionalitzar el neofeixisme. Aquesta organització va estar vinculada estretament amb el Moviment Social Italià, l'Espanya franquista i l'Argentina peronista.

## Simbologia neonazi

Creu celta, utilitzada sovint pels neonazis.

Els grups neonazis solen utilitzar símbols com ara l'esvàstica, la creu celta, les runes i simbologia dels afrikaners o del Ku Klux Klan. Sovint utilitzen llenguatge poc comprensible, per exemple el número 88, que en ser la vuitena lletra de l'alfabet adquireix el significat de Heil Hitler!. A més a més d'aquest número, els neonazis habitualment utilitzen diferents codis, com ara el 18NS (Adolf Hitler Nacional Socialista) 14 paraules ("Hem d'assegurar l'existència del nostre poble i un futur per als nens blancs", una al·lusió a la propaganda del supremacista blanc David Lane) i combinacions, com ara 14/88 (les catorze paraules més Heil Hitler!), etc. També utilitzen emblemes de les SS.

## Europa

### Espanya
Fins a la irrupció de Vox el 2018, la ultradreta a Espanya havia tingut un escàs suport electoral, sent la presència d'aquests grups del 0,36% (si s'exclou el partit Plataforma per Catalunya (PxC) amb 66 007 vots, el 0,39%), segons les dades de vots de les europees del 2014. El primer partit d'extrema dreta FE de les JONS obté el 0,13% dels vots (21.577 vots), després de duplicar els resultats després de la crisi; a aquest segueix l'España a Marcha (LEM) amb el 0,1% dels vots; Democracia Nacional (DN), amb el 0,08%; i Moviment Social Republicà (MSR), amb el 0,05% dels vots.